# Trumpetdvärgmossa
Trumpetdvärgmossa (Seligeria oelandica) är en bladmossart som beskrevs av Christian Erasmus Otterstrøm Jensen och Medelius 1929. Enligt Catalogue of Life ingår Trumpetdvärgmossa i släktet dvärgmossor och familjen Seligeriaceae, men enligt Dyntaxa är tillhörigheten istället släktet dvärgmossor och familjen Seligeriaceae. Enligt den svenska rödlistan är arten sårbar i Sverige. Arten förekommer i Övre Norrland. Arten har tidigare förekommit på Gotland, Öland och Götaland men är numera lokalt utdöd. Artens livsmiljö är fjäll, våtmarker. Inga underarter finns listade i Catalogue of Life.